# Polar High

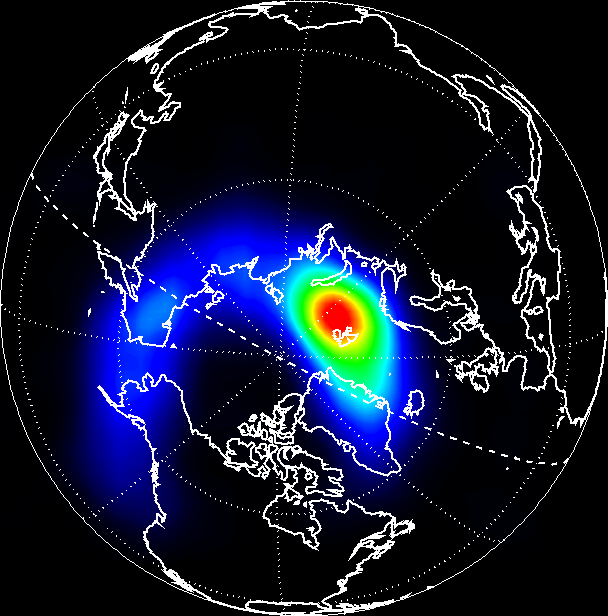
1 xoáy cực

Các Polar High là các khu vực có áp suất khí quyển cao xung quanh các cực Bắc và cực Nam; Polar High hoạt động cực bắc mạnh hơn vì đất tăng và mất nhiệt hiệu quả hơn biển. Nhiệt độ lạnh ở các vùng cực khiến không khí hạ xuống tạo ra áp suất cao, giống như nhiệt độ ấm quanh xích đạo làm cho không khí tăng lên tạo ra vùng hội tụ giữa các áp suất thấp. Không khí tăng cũng xảy ra dọc theo các dải áp thấp nằm ngay dưới các cực cao xung quanh vĩ tuyến thứ 50 của vĩ độ. Các vùng hội tụ ngoài hành tinh này bị chiếm giữ bởi các Frông cực nơi các khối không khí có nguồn gốc cực gặp nhau và đụng độ với các vùng có nguồn gốc nhiệt đới hoặc cận nhiệt đới. Sự hội tụ của không khí tăng này hoàn thành chu kỳ thẳng đứng xung quanh Hoàn lưu khí quyển ở mỗi bán cầu vĩ độ. Liên quan chặt chẽ đến khái niệm này là xoáy cực.
Nhiệt độ bề mặt dưới các Polar High là lạnh nhất trên Trái Đất, không có tháng nào có nhiệt độ trung bình trên mức đóng băng. Các khu vực dưới cực cao cũng trải qua lượng mưa rất thấp, dẫn đến chúng được gọi là "sa mạc cực ".
Luồng không khí đi ra ngoài từ các cực để tạo ra các cơn gió đông cực trong Bắc Cực và Nam Cực khu vực này.